# 王孝廉 (渤海)
王孝廉（8世纪？—815年），渤海国官员、诗人，王氏。
渤海僖王大言义时，王孝廉官至太守。朱雀二年（唐宪宗元和九年、日本弘仁五年、814年）秋，奉命出使日本，告渤海定王之丧。九月，至出云登陆。十二月，入日本平安京，呈国书。朱雀三年正月，日本嵯峨天皇授他为从三位。王孝廉能作诗，与日本高僧、诗人空海等人唱和。著有诗作《奉敕陪内宴》《出云州书情寄两敕使》。五月，返国，海中遇风，漂流至越前。六月，在日本病故。空海作诗《伤渤海国大使王孝廉中途物故》来吊祭他。